# Província de Muş
Muş (kurd Mûs) és una província de la part oriental de Turquia. La capital provincial és la ciutat de Muş. Una altra ciutat de la província, Malazgird (abans Mantziciert), és coneguda per la batalla de Mantziciert de 1071. Entre els llocs d'interès històric de la província de Muş, hi dos dels llocs més sagrats per als armenis:
- el Monestir dels Sants Apòstols, un monestir medieval on es troben les relíquies de dos dels Apòstols prop de la ciutat de Muş (també destruït després de 1915).
- el Monestir de Sant Karapet, que va ser fundat al segle iv per Gregori l'Il·luminador, i segons la tradició guardava les relíquies de Joan Baptista.

## Districtes
La província de Muş es divideix en 6 districtes
- Bulanık
- Hasköy
- Korkut
- Malazgird
- Muş (districte de la capital)
- Varto